# Sinh vật ưa cực

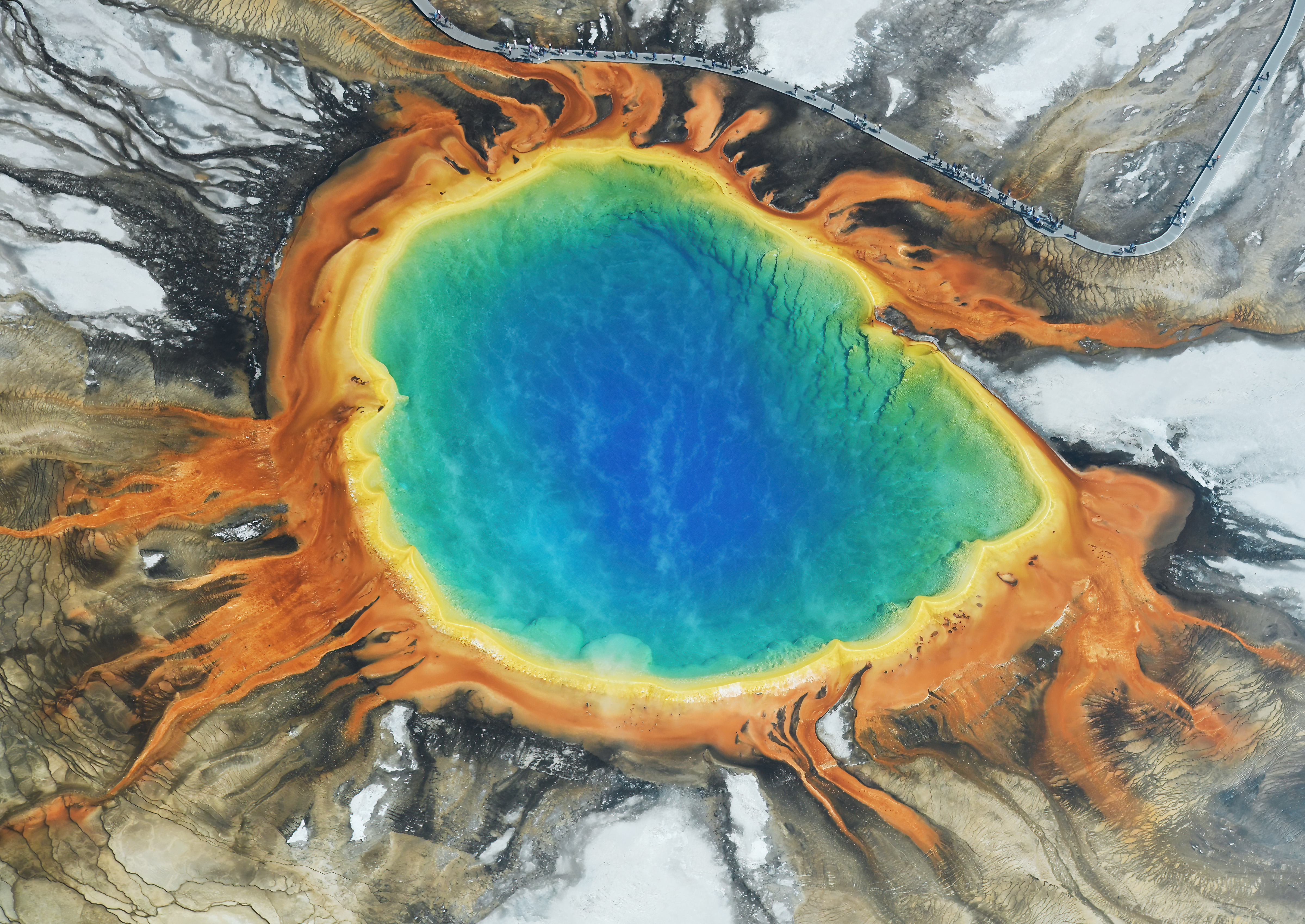
Sinh vật ưa nhiệt tạo ra một số màu sắc trong Grand Prismatic Spring, vườn quốc gia Yellowstone

Một sinh vật ưa cực (tiếng Anh: "extremophile", từ extremus tiếng Latinh nghĩa là "cực hạn" và philiā (φιλία) tiếng Hy Lạp nghĩa là "yêu") là một sinh vật sinh trưởng trong điều kiện vật lý hay địa hóa học mà khắc nghiệt đến nỗi có thể dễ dàng gây hại cho đa phần sự sống trên Trái Đất.